# La Course au soleil
Pour plus de détails, voir Fiche technique et Distribution.
La Course au soleil (Run for the Sun) est un film américain réalisé par Roy Boulting, sorti en 1956.

## Synopsis
Un écrivain et un journaliste se retrouve aux prises avec des Nazis en Amérique centrale.

## Fiche technique
- Titre : La Course au soleil
- Titre original : Run for the Sun
- Réalisation : Roy Boulting
- Scénario : Roy Boulting, Richard Connell et Dudley Nichols
- Musique : Fred Steiner
- Photographie : Joseph LaShelle
- Montage : Frederic Knudtson
- Production : Harry Tatelman
- Société de production : Russ-Field Productions
- Société de distribution : United Artists (États-Unis)
- Pays :  États-Unis
- Genre : Aventure et thriller
- Durée : 99 minutes
- Dates de sortie : 
  -  États-Unis : 30 juillet 1956
  -  France : 14 décembre 1956

## Distribution
- Richard Widmark : Michael « Mike » Latimer
- Trevor Howard : Browne
- Jane Greer : Katherine « Katie » Connors
- Peter van Eyck : Dr. Van Anders / le colonel Wilham Von Andre
- Juan García : Fernandez
- Tony Carbajal : le pilote mexicain
- José Chávez : Pedro
- Guillermo Calles : Paco
- Enedina Díaz de León : la femme de Paco

## Accueil
Mike Cummings a donné au film la note de 2/5 sur AllMovie.